# Heiligenberg (Ausztria)
Heiligenberg település Ausztriában, Felső-Ausztria tartományban, a Grieskircheni járásban, területe 13,86 km².

## Fekvése
Tengerszint feletti magassága 398 méter. Heiligenberg Eschenau im Hausruckkreis, Sankt Agatha, Waizenkirchen, Peuerbach és Neukirchen am Walde településekkel határos.

## Népesség
Lakosainak száma 691 fő (2018. január 1.).